# Englische Badmintonmeisterschaft 1992
Die Englische Badmintonmeisterschaft 1992 fand vom 7. bis zum 9. Februar 1992 im Torbay L.C. in Paignton statt. Es war die 29. Austragung der nationalen Titelkämpfe von England im Badminton.	

## Titelträger
| Disziplin    | Gold                         | Silber                     |
| ------------ | ---------------------------- | -------------------------- |
| Herreneinzel | Anders Nielsen               | Darren Hall                |
| Dameneinzel  | Fiona Smith                  | Suzanne Louis-Lane         |
| Herrendoppel | Andy Goode Chris Hunt        | Nick Ponting Dave Wright   |
| Damendoppel  | Gillian Clark Julie Bradbury | Gillian Gowers Sara Sankey |
| Mixed        | Nick Ponting Joanne Wright   | Dave Wright Sara Sankey    |

## Finalergebnisse
| Disziplin    | Sieger                       | Finalist                   | Ergebnis         |
| ------------ | ---------------------------- | -------------------------- | ---------------- |
| Herreneinzel | Anders Nielsen               | Darren Hall                | 15–9, 15–9       |
| Dameneinzel  | Fiona Smith                  | Suzanne Louis-Lane         | 11–6, 11–3       |
| Herrendoppel | Andy Goode Chris Hunt        | Nick Ponting Dave Wright   | 15–7, 17–16      |
| Damendoppel  | Gillian Clark Julie Bradbury | Gillian Gowers Sara Sankey | 15–9, 15–11      |
| Mixed        | Nick Ponting Joanne Wright   | Dave Wright Sara Sankey    | 6–15, 15–6, 15–4 |